# Halimeda-Geisterpfeifenfisch
Der Halimeda-Geisterpfeifenfisch (Solenostomus halimeda) ist von zahlreichen Fundorten im Indischen Ozean und im westlichen Pazifik von den Malediven bis zu den Marshallinseln bekannt. Er lebt in flachem Wasser bis in Tiefen von 15, maximal bis 23 Metern. Mit einer maximalen Länge von etwa 6,5 Zentimeter ist er der kleinste Vertreter der Geisterpfeifenfische. Auffällig ist sein großer Kopf, der etwa die Länge des Restkörpers (ohne Schwanz) erreicht. Die Schwanzflosse ist klein und hat Form und Größe der ersten Rückenflosse und der Bauchflossen. Halimeda-Geisterpfeifenfische halten sich oft zwischen Grünalgen der Gattung Halimeda oder zwischen Korallen und anderen Algen auf. Ihre Farbe ist angepasst an ihre Umgebung, kann aber auch leuchtend rot oder grün sein.
Wie bei allen Geisterpfeifenfischen bilden die Weibchen mit ihren Bauchflossen eine Bruttasche und tragen die Eier bis zum Schlupf der Jungfische mit sich herum.